# Kunstplatte
Der Verein Kunstplatte entstand im Sommer 1998 durch die Stendaler Wohnungsbaugesellschaft und den Kunstsalon Monika von Puttkamer. Aus dem erst geplanten vierwöchigen Kurzzeitprojekt ist ein nachhaltiges Kulturzentrum für die Stadt Stendal geworden. Seit November 1998 ist die Kunstplatte ein eingetragener gemeinnütziger Verein (Amtsgericht Stendal VR 456). Im Januar 1999 nahm die Kunstplatte e.V. zunächst mit Sponsorengeldern und ehrenamtlicher Unterstützung ihre bis heute erfolgreiche und weit über die Stadtgrenzen hinaus anerkannte Arbeit auf. Der Vorstand besteht aus fünf Mitgliedern des Vereins, Vorstandsvorsitzender ist zurzeit Bernd Zürcher.
Die Proben sowie die meisten Workshops und Aufführungen finden in den vereinseigenen Räumen statt. Einige große Projekte sind in Kooperation mit dem Theater der Altmark entstanden.

## Projekte

### Aufführungen
- Playbackmusical Top Secret, Eigenproduktion 1999
- Die Liebe ist ein seltsames Spiel, Eigenproduktion 2000
- Musical Linie 1, 2001
- Musical Fame, 2002
- Musical Rent von Jonathan Larson, 2003
- Trotz aller Therapie von Christopher Durang, 2003
- Musical Romeo & Julia von Gérard Presgurvic (Produktion mit über 100 Jugendlichen aus allen Teilen der Bundesrepublik) mit dem Orchester der Kunstplatte schrÄgetÖne, 2004
- Die Katze auf dem heißen Blechdach von Tennessee Williams, 2004
- Topgeisel-Corinna von Matthias Diem, 2005
- Musical HONK! (Produktion mit über 120 Jugendlichen aus allen Teilen der Bundesrepublik) mit dem Orchester der Kunstplatte schrÄgetÖne, 2005
- Loriot-Sketchmix, 2005
- Faust I, 2005
- Best of Musical – La Variété de la Cliché, Eigenproduktion 2006
- Rockoper Evita von Andrew Lloyd Webber und Tim Rice (in Zusammenarbeit mit dem Theater der Altmark) mit dem Orchester der Kunstplatte schrÄgetÖne, 2006–2007
- Verrückt nach Mord, Eigenproduktion 2006
- Viva la Musical – Es lebe der Wahnsinn, Eigenproduktion 2007
- Kindermusical Kleiner Bruder Frechdachs, Eigenproduktion 2007/08
- Rock-Jazzical Die Brille, Eigenproduktion 2007/08
- Über Sieben Brücken: Ostrock-Musical, (Jukebox-Musical mit Hits der ehemaligen DDR), 2009 Welt-Uraufführung in Tangermünde zur 1000-Jahr-Feier

### Off-Bühne
Seit November 2005 ist die Bühne der Kunstplatte auch für Gastspiele, Konzerte und andere Veranstaltungen geöffnet. Sie bietet 80 Sitzplätze und hat sich seitdem als eigenständiges Off-Theater im Norden Sachsen-Anhalts etabliert.
Als Künstler traten unter anderem MundArt, VoicesOnly, Patrice Feifarek, Philipp Wiechert und Anke Berger auf.

### Permanente Workshops
- Kindertanzkurs
- Schneiderkurs

### Wechselnde Kurse und Workshops
Die Kunstplatte bietet regelmäßig Kurse und Workshops der verschiedensten Art an. Gastdozenten geben dort Unterricht in Schauspiel, Tanz, Gesang, aber auch in bildenden Künsten.

### Aktuelle Projekte
- Die Dreigroschenoper von Bertolt Brecht und Kurt Weill (mit dem Theater der Altmark) 2007/08

## OrchesterschrÄgetÖne.stendal
Das Orchester schrÄgetÖne, gegründet von Sebastian Socha, existiert seit 2003 im Verein und wurde eigens für das Musical Roméo et Juliette (2004) gegründet. Die jugendlichen Musiker kommen aus dem gesamten Bundesgebiet. Seit Beginn unterstützt das Orchester bundesweit viele öffentliche Veranstaltungen, unter anderem wurden folgende Großprojekte bewältigt:
- Musical Roméo et Juliette – Kunstplatte, Stendal, 2004
- Michael – Bistum Magdeburg (Jugendhaus Roßbach), 2004
- HONK! – Kunstplatte, Stendal, 2005
- schrÄgetÖne.konzertant – Konzertprogramm mit Klassik & Filmmusik, 2006
- Jekyll & Hyde – MFG, Gardelegen, 2006
- Rockoper Evita – Kunstplatte & Theater der Altmark, Stendal, 2006/07
- schrÄgetÖne.solistisch – vom Streichquartett bis zur Jazzband, 2007
- Die Dreigroschenoper – Kunstplatte & Theater der Altmark, Stendal, 2007/08
- My Fair Lady – Kunstplatte & Theater der Altmark, Stendal, 2008/09
- Grete Minde – Kunstplatte & Theater der Altmark, Stendal, 2009/10

## Anerkennungen
- Preis Soziale Stadt 2000, vergeben durch die Bundestransferstelle
- Deutscher Jugend-Musical-Award 2004
- Kulturpreis der Stadt Stendal 2005
- Kultusminister Sachsen-Anhalt, 10. Jugend-Kultur-Preis LSA 2006
- Europäischer Jugend-Musical-Award 2006